# John H. Auer
John H. Auer (Budapest, 3 d'agost de 1906 - North Hollywood, 15 de març de 1975) va ser un actor infantil hongarès que, en arribar a les Amèriques el 1928, es va convertir en director i productor de cinema, inicialment a Mèxic però, des de principis dels anys trenta, a Hollywood.

## Carrera
Auer va ser un nen actor a Viena des dels 12 anys. Després de créixer, va tenir una certa experiència empresarial a Europa, però va decidir emigrar als Estats Units el 1928. Primer va buscar feina com a director a Hollywood però la sort no semblava afavorir-lo. A continuació, va provar la direcció d'algunes pel·lícules mexicanes, que van sortir força bé, ja que no només li van aportar elogis de la crítica sinó que també van sortir bé en els rebuts de taquilla; alguns fins i tot li van portar premis del govern mexicà.
El seu èxit a Mèxic va ajudar a Auer a tornar a Hollywood i a dirigir pel·lícules. Tot i que va treballar principalment per a Republic Pictures, especialitzat en pel·lícules de western i de sèrie B, es va enganxar als thrillers i musicals criminals. A més de dirigir, també va produir la majoria de les seves pel·lícules que va dirigir.
Els seus darrers anys els va passar majoritàriament amb Republic Pictures . Va ser a finals de la dècada de 1940 i principis de la dècada de 1950 quan algunes de les seves pel·lícules amb qualificació B com Angel on the Amazon, Thunderbirds i Hell's Half Acre van ser ben acceptades pels amants del cinema. També va fer una pel·lícula amb Passatge al futur de RKO Pictures i Johnny Doughboy d'Universal Studios.

## Filmografia

### Director
- 1932: Una Vida por otra
- 1933: Su última canción
- 1935: Major Bowes Amateur Theater of the Air
- 1935: The Crime of Dr. Crespi
- 1936: Frankie and Johnnie
- 1936: A Man Betrayed
- 1937: Circus Girl
- 1937: Rhythm in the Clouds
- 1938: Outside of Paradise
- 1938: Invisible Enemy
- 1938: A Desperate Adventure
- 1938: I Stand Accused
- 1938: Orphans of the Street
- 1939: Forged Passport
- 1939: S.O.S. Tidal Wave
- 1939: Smuggled Cargo
- 1939: Calling All Marines
- 1939: Thou Shalt Not Kill
- 1940: Women in War
- 1940: Hit Parade of 1941
- 1941: A Man Betrayed
- 1941: The Devil Pays Off
- 1942: Pardon My Stripes
- 1942: Moonlight Masquerade
- 1942: Johnny Doughboy
- 1943: Tahiti Honey
- 1943: Passatge al futur (Gangway for Tomorrow)
- 1944: Seven Days Ashore
- 1944: Music in Manhattan
- 1945: Pan-Americana
- 1947: Beat the Band
- 1947: The Flame
- 1948: I, Jane Doe
- 1948: Angel on the Amazon
- 1950: The Avengers
- 1950: Hit Parade of 1951
- 1952: Thunderbirds
- 1953: City That Never Sleeps
- 1954: Hell's Half Acre
- 1955: The Eternal Sea
- 1957: Johnny Trouble

### Productor
- 1931: El Comediante
- 1935: Major Bowes Amateur Theater of the Air
- 1935: The Crime of Dr. Crespi
- 1938: A Desperate Adventure
- 1938: I Stand Accused
- 1939: Forged Passport
- 1939: Smuggled Cargo
- 1942: Moonlight Masquerade
- 1942: Johnny Doughboy
- 1943: Tahiti Honey
- 1943: Passatge al futur (Gangway for Tomorrow)
- 1944: Seven Days Ashore
- 1944: Music in Manhattan
- 1944: Girl Rush
- 1945: Pan-Americana
- 1947: The Flame
- 1948: I, Jane Doe
- 1948: Angel on the Amazon
- 1950: The Avengers
- 1950: Hit Parade of 1951
- 1951: The Wild Blue Yonder
- 1952: Thunderbirds
- 1953: City That Never Sleeps
- 1954: Hell's Half Acre
- 1955: The Eternal Sea
- 1957: Whirlybirds (sèrie de televisió)
- 1957: Johnny Trouble
- 1958: U.S. Marshal (sèrie de televisió)

### Guionista
- 1932: Una Vida por otra
- 1935: The Crime of Dr. Crespi